# Бартломей Дронговський
Бартломей Дронговський (пол. Bartłomiej Drągowski, МФА: [barˈtwɔ.mʲɛj drɔŋ'ɡɔfski], нар. 19 серпня 1997, Білосток) — польський футболіст, воротар грецького «Панатінаїкоса» і національної збірної Польщі.

## Клубна кар'єра
Народився 19 серпня 1997 року в місті Білостоку. Вихованець юнацьких команд місцевої «Ягеллонії». У дорослому футболі дебютував 2013 року виступами за її головну команду, а в сезоні 2014/15 17-річний гравець вже був її основним голкіпером. 
30 червня 2016 року перспективного юнака запросила до свої лав італійська «Фіорентина», яка сплатила за його трансфер 2 млн євро. Протягом наступних двох із половиною сезонів перебував у стані «фіалок» у статусі резервного воротаря, записавши до свого активу за цей період дев'ять матчів за головну команду в різних турнірах.
Протягом першої половини 2019 року на правах оренди отримував ігрову практику в «Емполі», а повернувшись до «Фіорентини», виграв конкуренцію за місце основного голкіпера флорентійців, провівши в такому статусі два сезони. У сезоні 2021/22 втратив місце в основному складі флорентійців, а 10 серпня 2022 року перейшов до «Спеції», з якою уклав трирічний контракт і де знову став основним воротарем.

## Виступи за збірні
Протягом 2011–2018 років пройшов усі щаблі юнацьких збірних Польщі, а протягом 2015–2019 років залучався до складу молодіжної збірної Польщі, за яку зіграв у 5 офіційних матчах, пропустив 3 голи.
7 жовтня 2020 року дебютував в офіційних матчах у складі національної збірної Польщі.
| Дата      | Місто    | Господарі | Результат | Гості     | Турнір                               | Голи | Примітки |
| --------- | -------- | --------- | --------- | --------- | ------------------------------------ | ---- | -------- |
| 7-10-2020 | Гданськ  | Польща    | 5 – 1     | Фінляндія | товариський матч                     | -1   |          |
| 8-6-2022  | Брюссель | Бельгія   | 6 – 1     | Польща    | Ліга націй УЄФА 2022-2023 - 1-й етап | -6   |          |
| Усього    |          | Матчів    | 2         |           | Голів                                | -7   |          |